# Étalon arabe
Étalon arabe ou Étalon gris devant un étang est une peinture à l'huile sur toile du peintre français Alfred de Dreux, créée en 1846, et conservée au département des peintures du musée du Louvre. Il s'agit d'un portrait de cheval, genre dont De Dreux est spécialiste.
L'identité du cheval et du commanditaire de cette peinture restent inconnus. 

## Réalisation
Élève de Géricault, Alfred de Dreux s'est spécialisé dans les peintures de chevaux et a développé un style relativement unique, mêlant scène de genre et art sportif. D'après Caroline Legrand, il a mené le portrait de cheval à « un niveau de maîtrise absolu ».
La toile date de 1846, mais son commanditaire et l'identité de l'animal représenté restent inconnus. Dans le catalogue raisonné de Marie-Christine Renauld, cette œuvre est intitulée Étalon gris devant un étang.

## Description
Le tableau est un portrait d'étalon de robe grise, qui occupe la totalité de la composition, au regard tourné vers le spectateur, sans aucune présence humaine et sans aucun harnachement (selle ou licol). L'animal relève ses jambes antérieure droite et postérieure gauche comme pour souligner la qualité de son dressage. 
Le corps du cheval est particulièrement soigné par De Dreux, qui a créé des nuances d'un blanc satiné éclatant sur la robe de l'animal et recours à un clair-obscur avec jeu d'ombre et de lumière. 
L'arrière-plan est un paysage avec un ciel nuageux coloré et vespéral, les couleurs chaudes du soir permettant de mettre en valeur la force du cheval selon l'analyse qu'en fait Aude Gobet.
L’œuvre mesure 89 × 116 cm ; il s'agit d'une peinture à l'huile sur toile. Le tableau est signé par l'artiste et daté de 1846.

## Historique
Ce tableau se trouvait dans une collection particulière puis a été vendu à Londres par Sotheby's en mars 1988, sous le no 199 ; il a été acheté par le musée du Louvre cette même année,.
Étalon arabe est conservé au département des peintures du musée du Louvre.
Ce tableau est prêté au château de Versailles à partir de juillet 2024, pour l'exposition « Cheval en Majesté ».